# Bridgesia
Bridgesia é um género botânico pertencente à família Sapindaceae.